# Revival Tour (Eminem turné)
The Revival Tour er en koncertturné med den amerikanske rapper Eminem, i forbindelse med sit niende studiealbum, Revival (2017). Turneen begyndte i Oslo, Norge, 30 juni 2018 - og var forbi Roskilde Festivalens Orange Scene onsdag den 4. juli 2018. 

## Sætlisten
Den følgende liste er fra showet på 30 juni 2018, i Oslo. Det er ikke repræsentativ for alle koncerter for varigheden af turen.
1. "Medicine Man"
2. "Won't Back Down"
3. "3 am"
4. "Square Dance"
5. "Kill You"
6. "White America"
7. "Rap God"
8. "Sing for the Moment"
9. "Like Toy Soldiers"
10. "Forever"
11. "Just Don't Give a Fuck"
12. "Framed"
13. "Criminal"
14. "The Way I Am"
15. "Walk on Water"
16. "Stan"
17. "Love the Way You Lie"
18. "Berzerk"
19. "'Till I Collapse"
20. "Cinderella Man"
21. "Fast Lane"
22. "River"
23. "The Monster"
24. "My Name Is"
25. "The Real Slim Shady"
26. "Without Me"
27. "Not Afraid"
28. "Lose Yourself"

## Koncerter
| Dato          | By         | Land     | Arena                           | Publikum      | Indtjening | Deltagende kunstnere                    |
| Europa        | Europa     | Europa   | Europa                          | Europa        | Europa     | Europa                                  |
| ------------- | ---------- | -------- | ------------------------------- | ------------- | ---------- | --------------------------------------- |
| 30. juni 2018 | Oslo       | Norge    | Oslo Sommertid Festival         | 55.000        | —          | - Pusha T - Royce Da 5'9"               |
| 2. juli 2018  | Stockholm  | Sverige  | Friends Arena                   | 57.520        | —          | - Pusha T - Royce Da 5'9"               |
| 4. juli 2018  | Roskilde   | Danmark  | Roskilde Festival, Orange Scene | Cirka 100.000 | —          | - Pusha T - Royce Da 5'9" - Skylar Grey |
| 6. juli 2018  | Frauenfeld | Schweiz  | Openair Frauenfeld              | —             | —          | —                                       |
| 7. juli 2018  | Milano     | Italien  | Area Expo Experience Milano     | —             | —          | - Prophets Of Rage - Royce Da 5'9"      |
| 10. juli 2018 | Hannover   | Tyskland | Hannover Messe                  | —             | —          | - 2 Chainz - Royce da 5'9"              |
| 12. juli 2018 | Nijmegen   | Holland  | Goffertpark                     | —             | —          | - 2 Chainz - Royce da 5'9"              |
| 14. juli 2018 | London     | England  | Twickenham Stadium              | —             | —          |                                         |
| 15. juli 2018 | London     | England  | Twickenham Stadium              | —             | —          |                                         |